# جيراردو لوبيز
جيراردو لوبيز (بالإسبانية: Gerardo López)‏ هو راكب الكنو إسباني، ولد في 6 سبتمبر 1947.

## وصلات خارجية
- جيراردو لوبيز على موقع أوليمبيديا (الإنجليزية)